# Brankica
Brankica je žensko osebno ime.

## Izvor imena
Ime Brankica je s končnico -ica tvorjena manjšalna oziroma ljubkovalna oblika imena  Branka.

## Pogostost imena
Po podatkih Statističnega urada Republike Slovenije je bilo na dan 31. decembra 2007 v Sloveniji število ženskih oseb z imenom Brankica: 155.

## Osebni praznik
Osebe z imenom Brankica godujejo takrat kot osebe z imenom Branka.